# Veksebo Rytterskole
Veksebo Rytterskole blev bygget i 1724. Det er længe siden, at den blev brugt som skole (muligvis engang i 1930'erne), og den anvendes i dag som privatbolig. Den nuværende bygning er betydeligt længere end den oprindelige grundplan. Den oprindelige 1724-del ligger nu i bygningens østende, mens der mod vest findes to nyere tilbygninger, der blev tilføjet som boliger – muligvis i det 19. århundrede. Disse tilføjelser fulgte den samme, overordnede mur- og tagkonstruktion, selv om hele huset må have fået nyt tegltag ved den tid. Den oprindelige tavle findes stadig i murværket (se teksten i rytterskoletavlerne).